# IPv6 패킷
IPv6 패킷(IPv6 packet)은 IPv6(인터넷 프로토콜 버전 6)을 사용하여 교환되는 가장 작은 메시지 엔터티이다. 패킷은 주소 지정 및 라우팅을 위한 제어 정보와 사용자 데이터의 페이로드로 구성된다. IPv6 패킷의 제어 정보는 필수 고정 헤더 (컴퓨팅)와 선택적 확장 헤더로 세분화된다. IPv6 패킷의 페이로드는 일반적으로 상위 전송 계층 프로토콜의 데이터그램 또는 세그먼트이지만 대신 인터넷 계층(예: ICMPv6) 또는 링크 계층(예: OSPF)에 대한 데이터일 수 있다.
IPv6 패킷은 일반적으로 각 패킷을 프레임에 캡슐화하는 링크 계층(예: 이더넷 또는 Wi-Fi)을 통해 전송된다. 6to4 또는 Teredo 전환 기술을 사용할 경우 패킷은 IPv4와 같은 상위 계층 터널링 프로토콜을 통해 전송될 수도 있다.
IPv4와 달리 라우터는 최대 전송 단위(MTU)보다 큰 IPv6 패킷을 단편화하지 않으며 이는 원래 노드의 단독 책임이다. IPv6에서는 최소 MTU 1,280옥텟 (컴퓨팅)을 요구하지만 호스트는 경로 MTU 탐색을 사용하여 최소 MTU보다 큰 MTU를 활용하는 것이 강력히 권장된다.
2017년 7월부터 IANA(Internet Assigned Numbers Authority)는 IPv6 패킷 헤더에 사용되는 모든 IPv6 매개변수 등록을 담당해 왔다.